# Engk Snuol
Engk Snuol es uno de los once distritos que forman la provincia camboyana de Kandal, con una población estimada en marzo de 2008 de 129 865 habitantes. Está dividido en las siguientes  comunas (khum), que se muestran asimismo con población estimada de 2008:
- Baek Chan 15,762
- Boeng Thum 7,312
- Chhak Chheu Neang 4,824
- Damnak Ampil 6,360
- Kamboul 8,604
- Kantaok 12,511
- Krang Mkak 5,013
- Lumhach 8,051
- Mkak 10,656
- Ovlaok 3,746
- Peuk 8,504
- Ponsang 9,192
- Prey Puok 7,694
- Samraong Leu 9,187
- Snao 5,297
- Tuol Prech 7,152[1]